# Synagoga w Głębokiem
Synagoga Wielka w Głębokiem (biał. Сінагога ў Глыбокім) – żydowska bóżnica z XVIII wieku. Synagoga znajdowała się przy ulicy Dokszyckiej, w dwudziestoleciu międzywojennym przy ul. Warszawskiej, obecnej ul. Sowieckiej w Głębokiem.

## Historia
Została zbudowana w XVIII w. Po pożarze poprzedniej synagogi Żydzi, zamieszkujący radziwiłłowską dzielnicę Głębokiego zwrócili się o zezwolenie na budowę nowej świątyni do duchownych władz katolickich. Akta oszmiańskie zawierają zezwolenie bp Michała Zienkowicza z 1742 na budowę nowej bóżnicy i prowadzenie szkoły. Synagoga została zniszczona podczas II wojny światowej, po 1941.

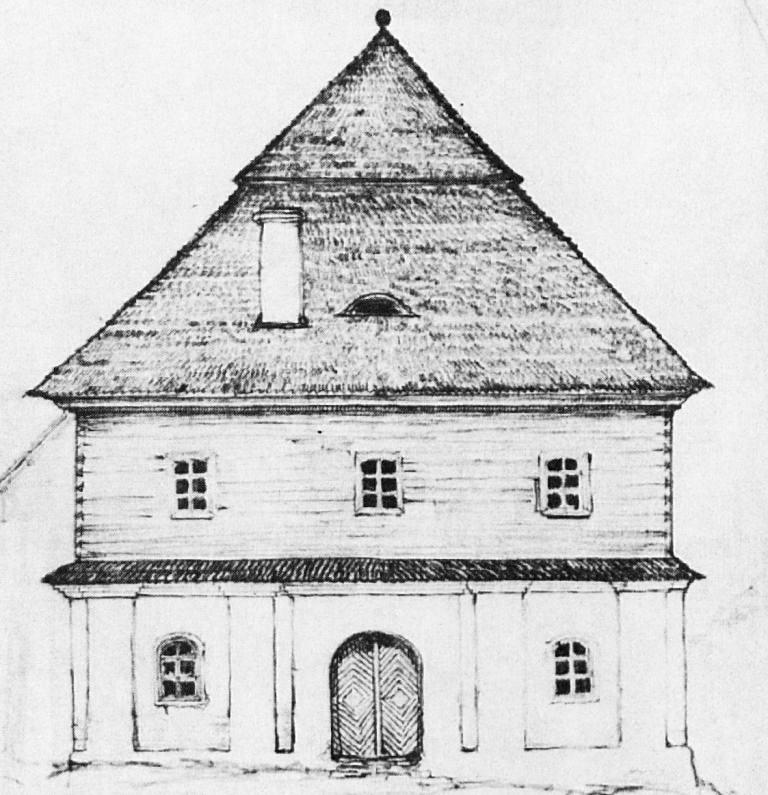
Synagoga w XIX wieku

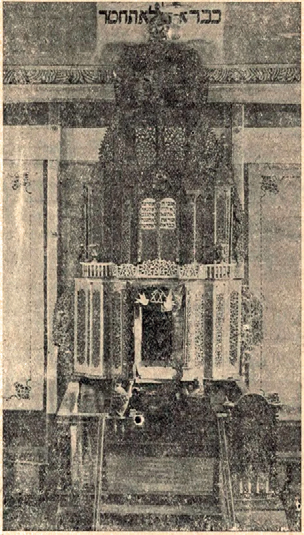
Drewniana bima w 1931 r.

## Architektura
Synagoga była drewnianą budowlą na planie prostokąta, nakrytą archaicznym dachem łamanym polskim, dwukondygnacyjnym. Ściany korpusu głównego wykonano z bali, z wyjątkiem przyziemia ściany zachodniej – zrębowe z lisicami. W wyniku remontu lisice przy ścianie południowej nie przebiegały na całej wysokości; w przyziemiu i na piętrze mijały się w pionie. Parter ściany zachodniej murowany i otynkowany, z czterema szerokimi pilastrami, o innym niż na piętrze rozstawie okien. Wnętrze sali głównej (?) oświetlały trzy niewielkie okienka. Od strony ulicy dostawiona była niewielka murowana parterowa przybudówka o cechach klasycystycznych, z portalem w postaci oraz dwoma symetrycznie rozłożonymi, dużymi oknami. W przybudówce mieścił się prawdopodobnie przedsionek. Z boku do narożnika budowli dostawiona była wieża na planie kwadratu, sięgająca krawędzi dachu. Znajdowało się w niej prawdopodobnie wejście na babiniec z przedsionka.
We wnętrzu była monumentalna drewniana bima, o kolumnach wysokich na 10 m, pokryta dekoracją rzeźbiarską i złotymi napisami w języku hebrajskim. Było to ponoć dzieło jakiegoś genialnego samouka, przywiezione do Głębokiego w 1875 roku.